# Игра (цртани филм)
Игра је југословенски анимирани филм из 1962. године. Режирао га је Душан Вукотић, који је написао и сценарио. Филм је био номинован за Оскара 1964.

## Улоге
| Глумац         | Улога |
| -------------- | ----- |
| Здравко Павлис |       |